# Municipio de Barnes (Dakota del Norte)
El municipio de Barnes (en inglés: Barnes Township) es un municipio ubicado en el condado de Cass en el estado estadounidense de Dakota del Norte. En el año 2010 tenía una población de 25 habitantes y una densidad poblacional de 9,73 personas por km².

## Geografía
El municipio de Barnes se encuentra ubicado en las coordenadas 46°52′7″N 96°55′24″O / 46.86861, -96.92333. Según la Oficina del Censo de los Estados Unidos, el municipio tiene una superficie total de 2.57 km², de la cual 2,5 km² corresponden a tierra firme y (2,62 %) 0,07 km² es agua.

## Demografía
Según el censo de 2010, había 25 personas residiendo en el municipio de Barnes. La densidad de población era de 9,73 hab./km². De los 25 habitantes, el municipio de Barnes estaba compuesto por el 100 % blancos. Del total de la población el 0 % eran hispanos o latinos de cualquier raza.